# 小行星2813
小行星2813（2813 Zappala）是一颗围绕太阳公转的小行星。1981年11月24日，愛德華·鮑威爾在可可尼诺县发现了此天体。
該小行星以義大利天文學家溫琴佐·扎帕拉命名。
这颗小行星的绝对星等为247.85747等。